# Rhytidoponera koumensis
Rhytidoponera koumensis (лат.) — вид мелких тропических муравьёв рода Rhytidoponera из подсемейства Ectatomminae. Эндемик Новой Каледонии. 

## Описание
Длина тела около 5 мм. Основная окраска тела темно-коричневая с переливами; ноги, мандибулы и усики светлее. Передний клипеальный край выпуклый или слабоугловатый. Лобные доли расширены латерально и закрывают большую часть основания усиков. Промезонотальный шов четкий. Мезопроподеальное вдавление слабое. Петиоль с широким субпетиолярным отростком. Усики рабочих 12-члениковые (13-члениковые у самцов). Жало развито. Гнездятся в почве. Рабочие фуражируют в наземном ярусе. Вид был впервые описан в 1984 году американским мирмекологом Филипом Уардом по материалам из Новой Каледонии. Относятся к комплексу видов Rhytidoponera numeensis.

## Распространение
Новая Каледония. На высотах от 40 до 80 м.